# Rosas blancas para mi hermana negra
Rosas blancas para mi hermana negra és una pel·lícula mexicana de 1970 dirigida per Abel Salazar. La pel·lícula va ser produïda per Gregorio Walerstein i les companyies Cima Films i Estudios América.
La pel·lícula narra els drames del racisme en una família on la mare s'oposa al fet que la seva filla surti amb un home de raça negra. La mare haurà de replantejar-se les seves creences quan la seva filla, que està a punt de morir, pot rebre una donació d'una amiga negra.

## Sinopsi
Laura és una cantant de raça blanca i mare d'Alicia. Angoixes, de raça negra, és amiga de Laura i s'enfronten quan Alicia s'enamora d'un jove de raça negra estudiant de medicina.
Laura aconsegueix convèncer a la seva filla perquè finalitzi el seu romanç, però en un desafortunat accident mor Roberta, la filla d'Angoixes. Al mateix temps, li diagnostiquen a Alicia una malaltia congènita i la seva única esperança és rebre un trasplantament de cor i l'única donant compatible disponible és Roberta.

## Repartiment
- Libertad Lamarque
- Eusebia Cosme
- Robertha
- Irma Lozano
- Alicia Steve Flanagan
- Roberto Cañedo
- Luis Alarcón
- José Baviera
- Raymundo Capetillo
- Guillermo Argüelles